# リユニオン・アリーナ
リユニオン・アリーナ（Reunion Arena）は、アメリカ合衆国のダラスに所在していた屋内アリーナ。

## 概説
1980年、2700万米ドルの建設費を投じて完成。開場当初からNBAのマーベリックスの本拠地として使用されていた。また1986年のファイナルフォーや共和党全国大会が1984年に開催された。しかしアメリカン・エアラインズ・センターの完成で、同アリーナの使用率が低下したことにより2008年に閉場した。
2008年8月、ダラス市議会は爆破解体をしない解体案を決議。2009年11月17日、解体一家であるケリー氏により解体され、年内に更地となった。